# Smerinthini
De Smerinthini zijn een geslachtgroep van vlinders uit de familie pijlstaarten (Sphingidae).

## Geslachten en soorten
- Acanthosphinx Aurivillius, 1891
  - Acanthosphinx guessfeldti (Dewitz, 1879)[1]
- Afroclanis Carcasson, 1968
  - Afroclanis calcareus (Rothschild & Jordan, 1907)
  - Afroclanis neavi (Hampson, 1910)
- Afrosataspes Basquin & Cadiou, 1986
  - Afrosataspes galleyi (Basquin, 1982)
- Afrosphinx Carcasson, 1968
  - Afrosphinx amabilis (Jordan, 1911)
- Agnosia Rothschild & Jordan, 1903
  - Agnosia microta (Hampson, 1907)
  - Agnosia orneus (Westwood, 1847)
- Amorpha Hübner, 1809
  - Amorpha juglandis (J.E. Smith, 1797)
- Anambulyx Rothschild & Jordan, 1903
  - Anambulyx elwesi (Druce, 1882)
- Andriasa Walker, 1856
  - Andriasa contraria Walker, 1856[2]
  - Andriasa mitchelli Hayes, 1973
- Avinoffia Clark, 1929
  - Avinoffia hollandi (Clark, 1917)
- Callambulyx Rothschild & Jordan, 1903
  - Callambulyx amanda Rothschild & Jordan, 1903
  - Callambulyx junonia (Butler, 1881)
  - Callambulyx kitchingi Cadiou, 1996
  - Callambulyx poecilus (Rothschild, 1898)
  - Callambulyx rubricosa (Walker, 1856)
  - Callambulyx schintlmeisteri Brechlin, 1997
  - Callambulyx tatarinovii (Bremer & Grey, 1853)
- Ceridia Rothschild & Jordan, 1903
  - Ceridia heuglini (R. Felder, 1874)
  - Ceridia mira Rothschild & Jordan, 1903
  - Ceridia nigricans Griveaud, 1959
- Chloroclanis Carcasson, 1968
  - Chloroclanis virescens (Butler, 1882)
- Clanidopsis Rothschild & Jordan, 1903
  - Clanidopsis exusta (Butler, 1875)
- Clanis Hübner, 1819
  - Clanis bilineata (Walker, 1866)
  - Clanis deucalion (Walker, 1856)
  - Clanis euroa Rothschild & Jordan, 1903
  - Clanis hyperion Cadiou & Kitching, 1990
  - Clanis negritensis Hoegenes & Treadaway, 1993
  - Clanis phalaris (Cramer, 1777)
  - Clanis pratti Joicey & Talbot, 1921
  - Clanis schwartzi Cadio, 1993
  - Clanis stenosema Rothschild & Jordan, 1907
  - Clanis surigaoensis Clark, 1928
  - Clanis titan Rothschild & Jordan, 1903
  - Clanis undulosa Moore, 1879
- Coequosa Walker, 1856
  - Coequosa australasiae (Donovan, 1805)
  - Coequosa triangularis (Donovan, 1805)
- Craspedortha Mell, 1922
  - Craspedortha porphyria (Butler, 1876)
- Cypa Walker, 1865
  - Cypa bouyeri Cadiou, 1998
  - Cypa claggi Clark, 1935
  - Cypa decolor (Walker, 1856)
  - Cypa duponti Roepke, 1941
  - Cypa enodis Jordan, 1931
  - Cypa ferruginea Walker, 1865
  - Cypa kitchingi Cadiou, 1997
  - Cypa latericia Inoue, 1991
  - Cypa terranea (Butler, 1876)
  - Cypa uniformis Mell, 1922
- Cypoides Matsumura, 1921
  - Cypoides chinensis (Rothschild & Jordan, 1903)
- Daphnusa Walker, 1856
  - Daphnusa ailanti (Boisduval, 1875)
  - Daphnusa ocellaris Walker, 1856
- Degmaptera Hampson, 1896
  - Degmaptera mirabilis (Rothschild, 1894)
  - Degmaptera olivacea (Rothschild, 1894)
- Falcatula Carcasson, 1968
  - Falcatula cymatodes Rothchild & Jordan, 1912
  - Falcatula falcata (Hayes, 1963)
  - Falcatula penumbra (Clark, 1936)
  - Falcatula tamsi Carcasson, 1968
- Grillotus Rougeot, 1973
  - Grillotus bergeri (Darge, 1973)
- Gynoeryx Carcasson, 1968
  - Gynoeryx bilineatus (Griveaud, 1959)
  - Gynoeryx brevis (Oberthur, 1909)
  - Gynoeryx integer (Viette, 1956)
  - Gynoeryx meander (Boisduval, 1875)
  - Gynoeryx paulianii (Viette, 1956)
  - Gynoeryx teteforti (Griveaud, 1964)
- Langia Moore, 1872
  - Langia tropicus Moulds, 1983
  - Langia zenzeroides Moore, 1872
- Laothoe Fabricius, 1807
  - Laothoe amurensis (Staudinger, 1892)
  - Laothoe austanti (Staudinger, 1877)
  - Laothoe philerema (Djakonov, 1923)
  - Laothoe populi (Linnaeus, 1758)
- Leptoclanis Rothschild & Jordan, 1903
  - Leptoclanis pulchra (Rothschild & Jordan, 1903)
- Leucophlebia Westwood, 1847
  - Leucophlebia afra Karsch, 1891
  - Leucophlebia emittens Walker, 1866
  - Leucophlebia lineata Westwood, 1847
  - Leucophlebia neumanni Rothschild, 1902
- Likoma Rothschild & Jordan, 1903
  - Likoma apicalis (Rothschild & Jordan, 1903)
  - Likoma crenata Rothschild & Jordan, 1907
- Lophostethus Butler, 1876
  - Lophostethus dumolinii (Angas, 1849)
  - Lophostethus negus Jordan, 1926
- Lycosphingia Rothschild & Jordan, 1903
  - Lycosphingia hamatus (Dewitz 1879)[1]
- Malgassoclanis Carcasson, 1968
  - Malgassoclanis delicatus (Jordan, 1921)
  - Malgassoclanis suffuscus (Griveaud, 1959)
- Marumba Moore, 1882
  - Marumba amboinicus (C. Felder, 1861)
  - Marumba cristata bukaiana 
  - Marumba cristata (Butler, 1875)
  - Marumba decoratus (Moore, 1872)
  - Marumba diehli Roesler & Kuppers, 1975
  - Marumba dyras (Walker, 1865)
  - Marumba fenzelii Mell, 1937
  - Marumba gaschkewitschii (Bremer & Grey, 1853)
  - Marumba indicus (Walker, 1856)
  - Marumba jankowskii (Oberthur, 1880)
  - Marumba juvencus Rothschild & Jordan, 1912
  - Marumba maackii (Bremer, 1861)
  - Marumba nympha (Rothschild & Jordan, 1903)
  - Marumba poliotis Hampson, 1907
  - Marumba quercus (Denis & Schiffermuller, 1775)
  - Marumba saishiuana Okamoto, 1924
  - Marumba spectabilis (Butler, 1875)
  - Marumba sperchius (Menetries, 1857)
  - Marumba tigrina Gehlen, 1936
  - Marumba timora (Rothschild & Jordan, 1903)
- Microclanis Carcasson, 1968
  - Microclanis erlangeri (Rothschild & Jordan, 1903)
- Mimas Hübner, 1819
  - Mimas christophi (Staudinger, 1887)
  - Mimas tiliae (Linnaeus, 1758) - Lindepijlstaart
- Neoclanis Carcasson, 1968
  - Neoclanis basalis (Walker, 1866)
- Neopolyptychus Carcasson, 1968
  - Neopolyptychus compar (Rothschild & Jordan, 1903)
  - Neopolyptychus consimilis (Rothschild & Jordan, 1903)
  - Neopolyptychus convexus (Rothschild & Jordan, 1903)
  - Neopolyptychus prionites (Rothschild & Jordan, 1916)
  - Neopolyptychus pygarga (Karsch, 1891)
  - Neopolyptychus serrator (Jordan, 1929)
- Opistoclanis Jordan, 1929
  - Opistoclanis hawkeri (Joicey & Talbot, 1921)
- Pachysphinx Rothschild & Jordan, 1903
  - Pachysphinx modesta (Harris, 1839)
  - Pachysphinx occidentalis (Edwards, 1875)
- Paonias Hübner, 1819
  - Paonias astylus (Drury, 1773)
  - Paonias excaecata (J.E. Smith, 1797)
  - Paonias myops (J.E. Smith, 1797)
  - Paonias wolfei Cadiou & Haxaire, 1997
- Parum Rothschild & Jordan, 1903
  - Parum colligata (Walker, 1856)
- Phyllosphingia Swinhoe, 1897
  - Phyllosphingia dissimilis (Bremer, 1861)
- Phylloxiphia Rothschild & Jordan, 1903
  - Phylloxiphia goodii (Holland, 1889)
  - Phylloxiphia bicolor (Rothschild, 1894)
  - Phylloxiphia formosa Schultze, 1914
  - Phylloxiphia illustris (Rothschild & Jordan, 1906)
  - Phylloxiphia karschi (Rothschild & Jordan, 1903)
  - Phylloxiphia metria (Jordan, 1920)
  - Phylloxiphia oberthueri Rothschild & Jordan, 1903
  - Phylloxiphia oweni (Carcasson, 1968)
  - Phylloxiphia punctum (Rothschild, 1907)
  - Phylloxiphia vicina (Rothschild & Jordan, 1915)
- Platysphinx Rothschild & Jordan, 1903
  - Platysphinx constrigilis (Walker, 1869)
  - Platysphinx dorsti Rougeot, 1977
  - Platysphinx phyllis Rothschild & Jordan, 1903
  - Platysphinx piabilis (Distant, 1897)
  - Platysphinx stigmatica (Mabille, 1878)
  - Platysphinx vicaria Jordan, 1920
- Poliodes Rothschild & Jordan, 1903
  - Poliodes roseicornis Rothschild & Jordan, 1903
- Polyptychoides Carcasson, 1968
  - Polyptychoides digitatus (Karsch, 1891)
  - Polyptychoides erosus (Jordan, 1923)
  - Polyptychoides grayii (Walker, 1856)
  - Polyptychoides niloticus (Jordan, 1921)
  - Polyptychoides vuattouxi Pierre, 1989
- Polyptychopsis Carcasson, 1968
  - Polyptychopsis marshalli (Rothschild & Jordan, 1903)
- Polyptychus Hübner, 1819
  - Polyptychus affinis Rothschild & Jordan, 1903
  - Polyptychus andosa (Walker, 1856)
  - Polyptychus anochus Rothschild & Jordan, 1906
  - Polyptychus aurora Clark, 1936
  - Polyptychus baltus Pierre, 1985
  - Polyptychus barnsi Clark, 1926
  - Polyptychus baxteri Rothschild & Jordan, 1908
  - Polyptychus bernardii Rougeot, 1966
  - Polyptychus carteri (Butler, 1882)
  - Polyptychus chinensis Rothschild & Jordan, 1903
  - Polyptychus coryndoni Rothschild & Jordan, 1903
  - Polyptychus dentatus (Cramer, 1777)
  - Polyptychus distensus Darge, 1990
  - Polyptychus enodia (Holland, 1889)
  - Polyptychus girardi Pierre, 1993
  - Polyptychus herbuloti Darge, 1990
  - Polyptychus hollandi Rothschild & Jordan, 1903
  - Polyptychus lapidatus Joicey & Kaye, 1917
  - Polyptychus murinus Rothschild, 1904
  - Polyptychus nigriplaga Rothschild & Jordan, 1903
  - Polyptychus orthographus Rothschild & Jordan, 1903
  - Polyptychus paupercula Holland, 1889
  - Polyptychus pierrei Kitching & Cadiou, 2000
  - Polyptychus potiendus Darge, 1990
  - Polyptychus rougeoti Carcasson, 1968
  - Polyptychus sinus Pierre, 1985
  - Polyptychus thihongae Bernardi, 1970
  - Polyptychus trilineatus Moore, 1888
  - Polyptychus trisecta (Aurivillius, 1901)
- Pseudandriasa Carcasson, 1968
  - Pseudandriasa mutata (Walker, 1855)
- Pseudoclanis Rothschild, 1894
  - Pseudoclanis abyssinicus (Lucas, 1857)
  - Pseudoclanis admatha Pierre, 1985
  - Pseudoclanis axis Darge, 1993
  - Pseudoclanis bianchii (Oberthur, 1883)
  - Pseudoclanis biokoensis Darge, 1991
  - Pseudoclanis boisduvali (Aurivillius, 1898)
  - Pseudoclanis canui Darge, 1991
  - Pseudoclanis diana Gehlen, 1922
  - Pseudoclanis evestigata Kernbach, 1955
  - Pseudoclanis grandidieri (Mabille, 1879)
  - Pseudoclanis kenyae Clark, 1928
  - Pseudoclanis molitor (Rothschild & Jordan, 1912)
  - Pseudoclanis occidentalis Rothschild & Jordan, 1903
  - Pseudoclanis postica (Walker, 1956)
  - Pseudoclanis rhadamistus (Fabricius, 1781)
  - Pseudoclanis tomensis Pierre, 1992
- Pseudopolyptychus Carcasson, 1968
  - Pseudopolyptychus foliaceus (Rothschild & Jordan, 1903)
- Rhadinopasa Karsch, 1891
  - Rhadinopasa hornimani (Druce, 1880)
- Rhodambulyx Mell, 1939
  - Rhodambulyx davidi Mell, 1939
  - Rhodambulyx schnitzleri Cadiou, 1990
- Rhodoprasina Rothschild & Jordan, 1903
  - Rhodoprasina callantha Jordan, 1929
  - Rhodoprasina corolla Cadiou & Kitching, 1990
  - Rhodoprasina corrigenda Kitching & Cadiou, 1996
  - Rhodoprasina floralis (Butler, 1876)
  - Rhodoprasina nenulfascia Zhu & Wang, 1997
  - Rhodoprasina winbrechlini Brechlin, 1996
- Rufoclanis Carcasson, 1968
  - Rufoclanis erlangeri (Rothschild & Jordan, 1903)
  - Rufoclanis fulgurans (Rothschild & Jordan, 1903)
  - Rufoclanis jansei (Vari, 1964)
  - Rufoclanis maccleeryi Carcasson, 1968
  - Rufoclanis numosae (Wallengren, 1860)
  - Rufoclanis rosea (Druce, 1882)
- Sataspes Moore, 1858
  - Sataspes cerberus G Semper, 1896
  - Sataspes infernalis (Westwood, 1847)
  - Sataspes ribbei Rober, 1885
  - Sataspes scotti Jordan, 1926
  - Sataspes tagalica Boisduval, 1875
- Smerinthulus Huwe, 1895
  - Smerinthulus diehli Hayes, 1982
  - Smerinthulus dohrni Rothschild & Jordan, 1903
  - Smerinthulus perversa (Rothschild, 1895)
  - Smerinthulus quadripunctatus Huwe, 1895
- Smerinthus Latreille, 1802
  - Smerinthus caecus Menetries, 1857
  - Smerinthus cerisyi Kirby, 1837
  - Smerinthus jamaicensis (Drury, 1773)
  - Smerinthus kindermannii Lederer, 1853
  - Smerinthus minor Mell, 1937
  - Smerinthus ocellata (Linnaeus, 1758) - Pauwoogpijlstaart
  - Smerinthus planus Walker, 1856
  - Smerinthus saliceti Boisduval, 1875
  - Smerinthus szechuanus (Clark, 1938)
  - Smerinthus tokyonis Matsumura, 1921
- Viriclanis Aarvik, 1999
  - Viriclanis kingstoni Aarvik, 1999
- Xenosphingia Jordan, 1920
  - Xenosphingia jansei Jordan, 1920

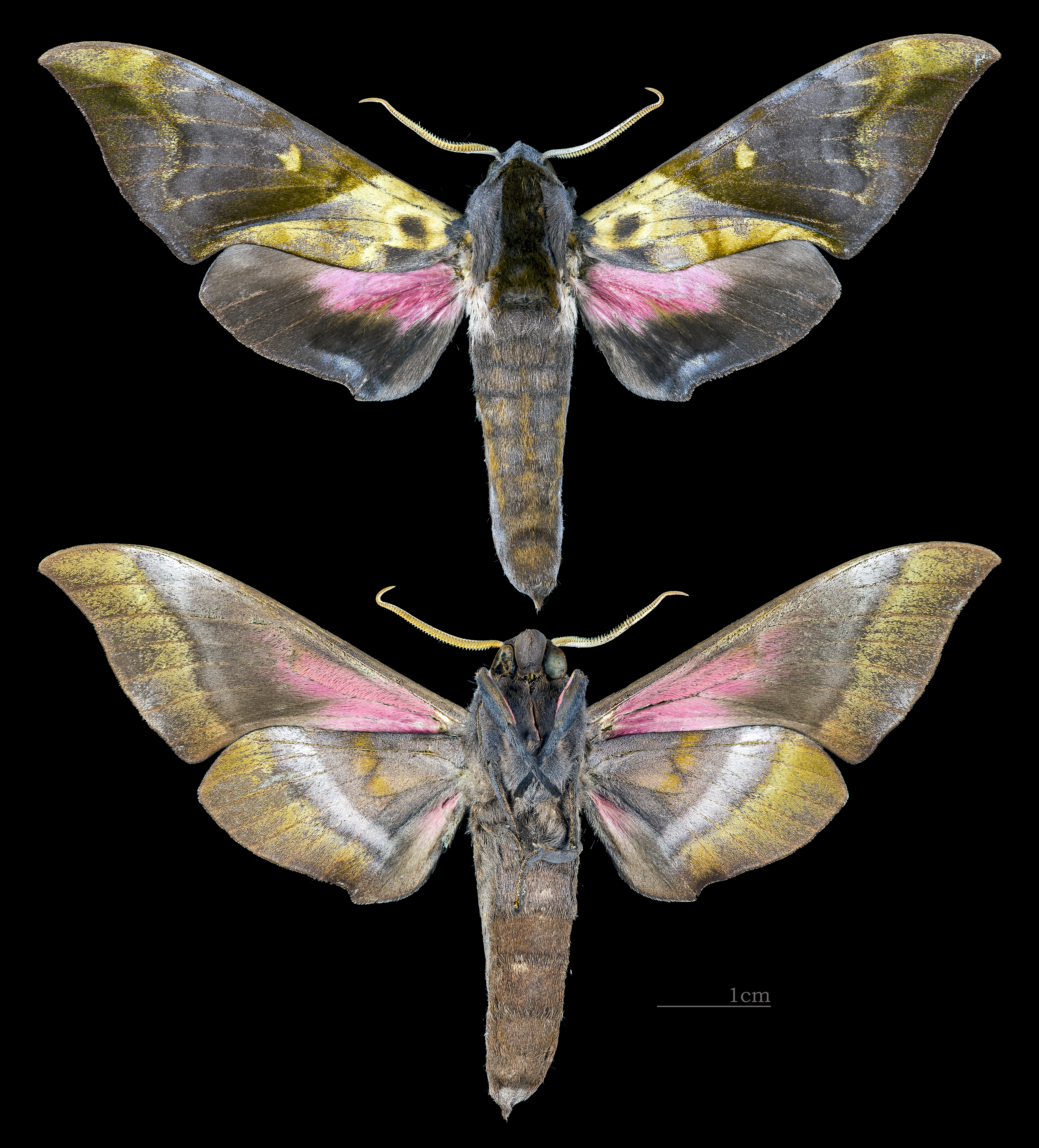
Anambulyx
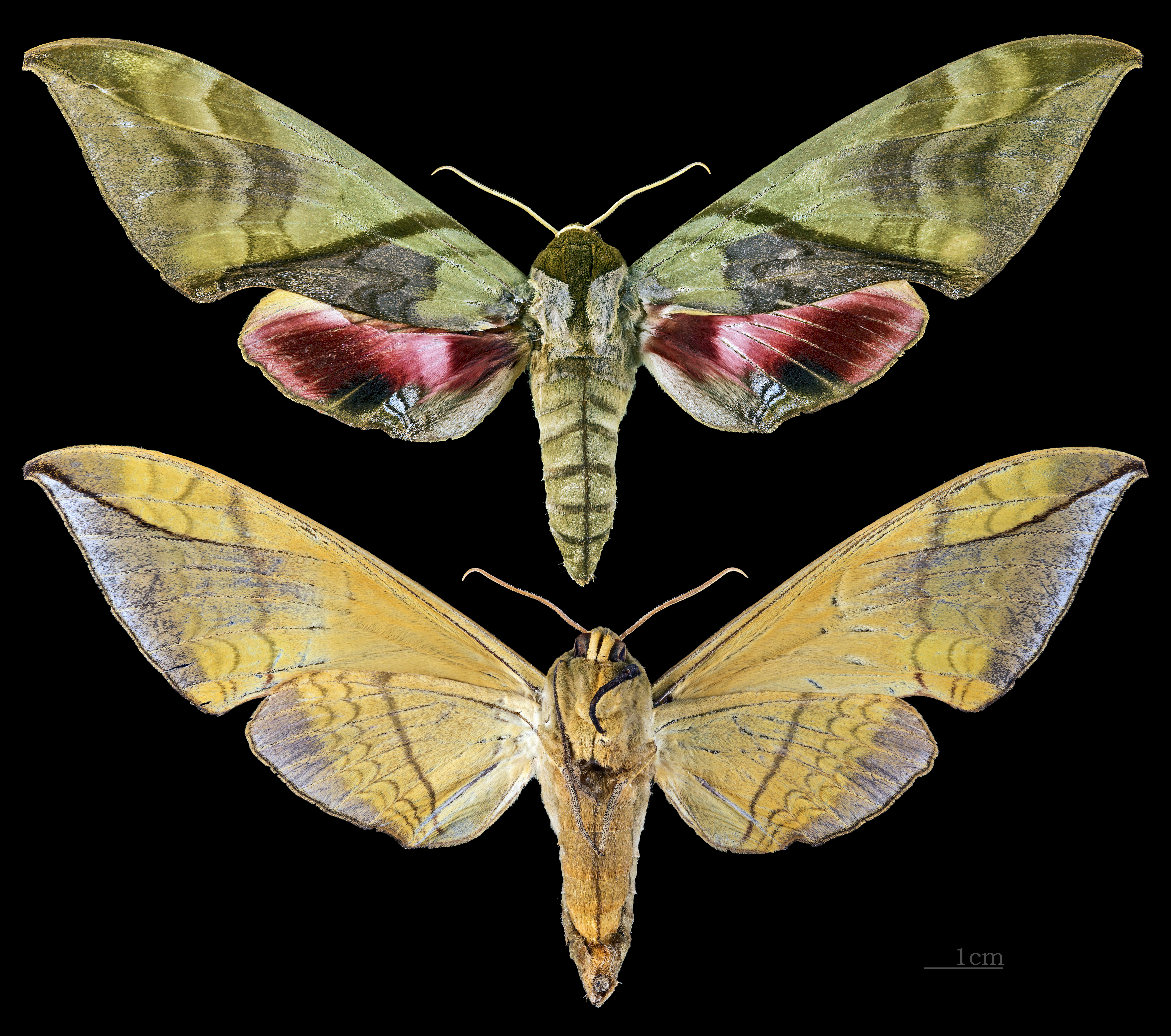
Callambulyx
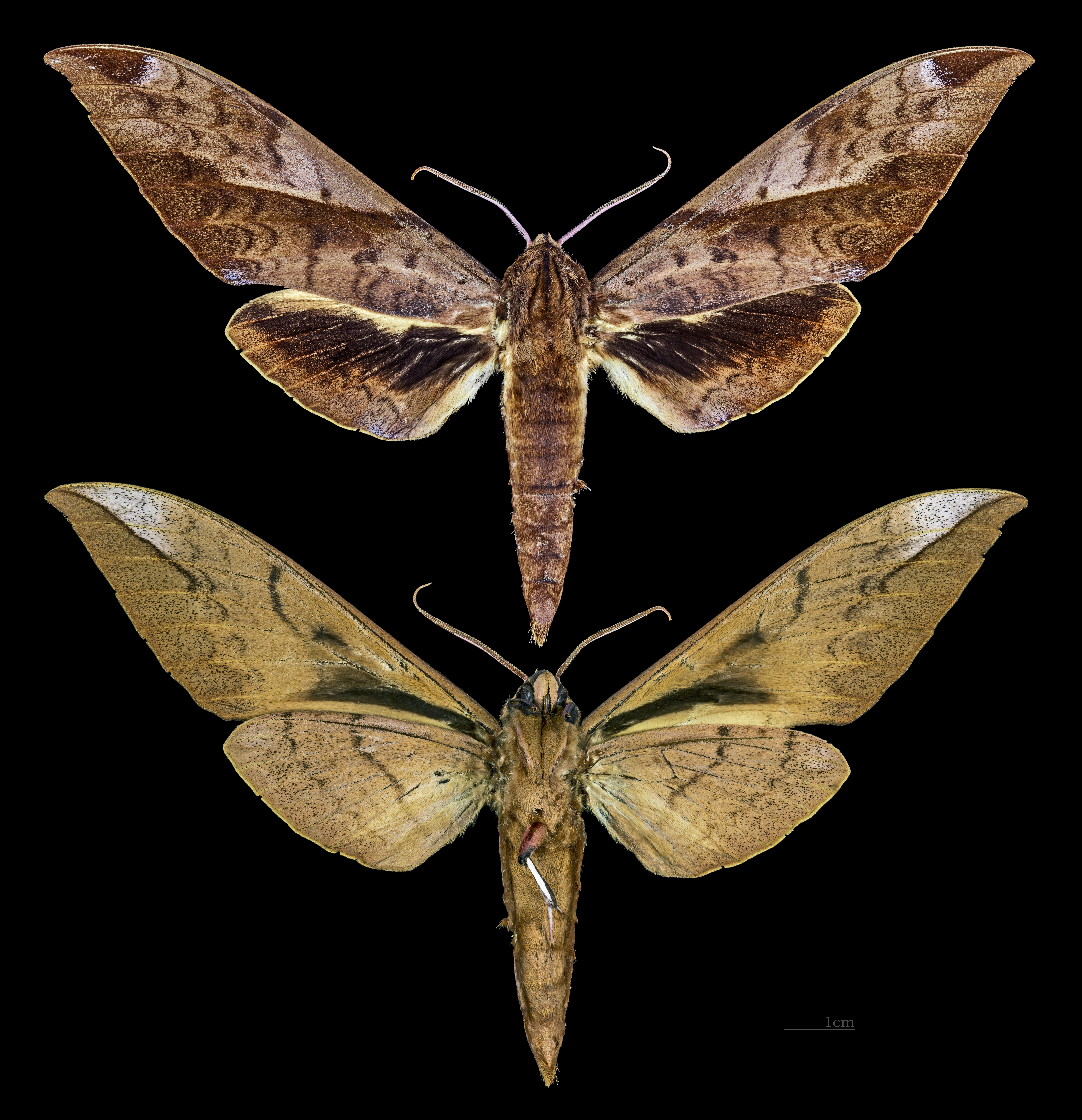
Clanis
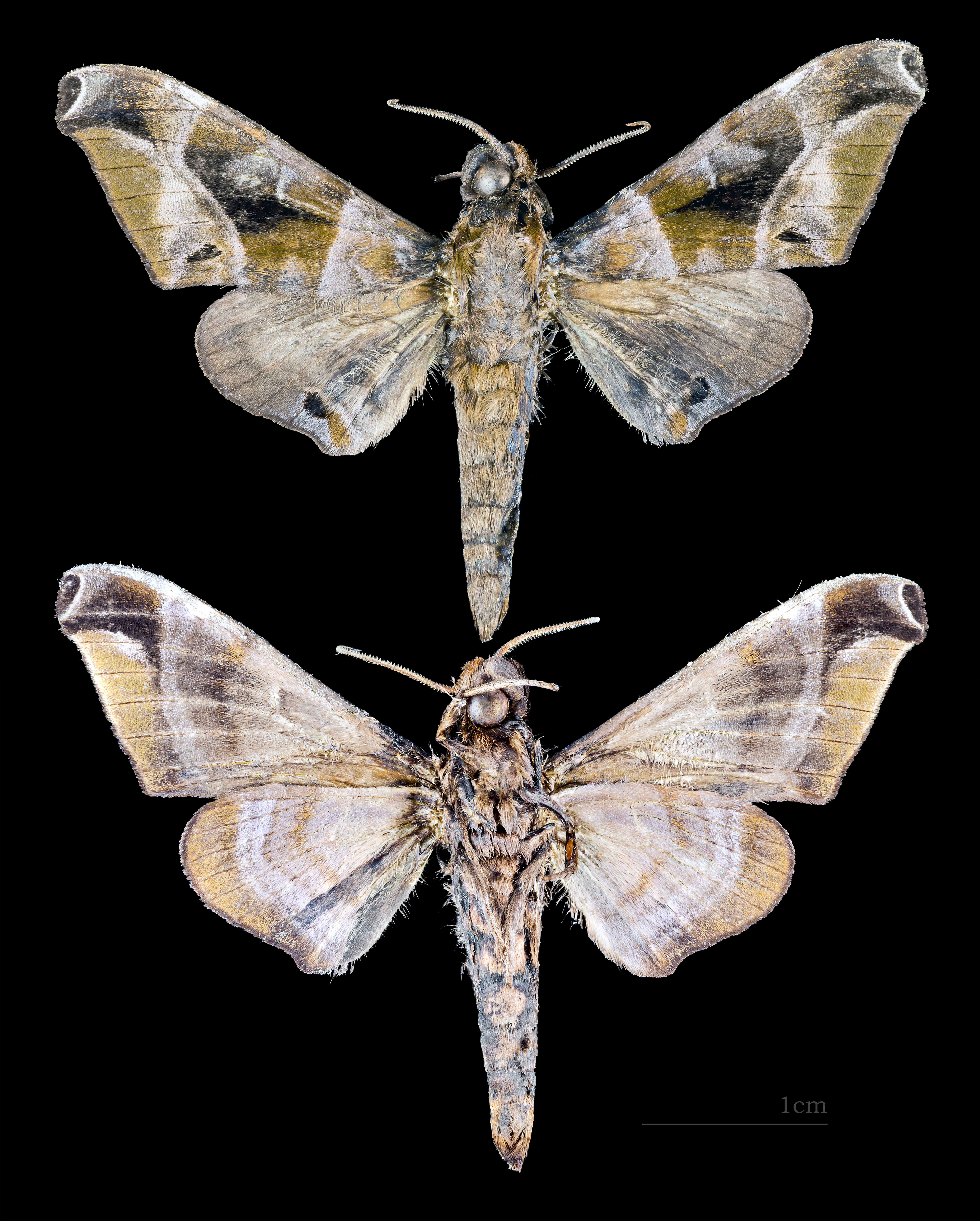
Craspedortha
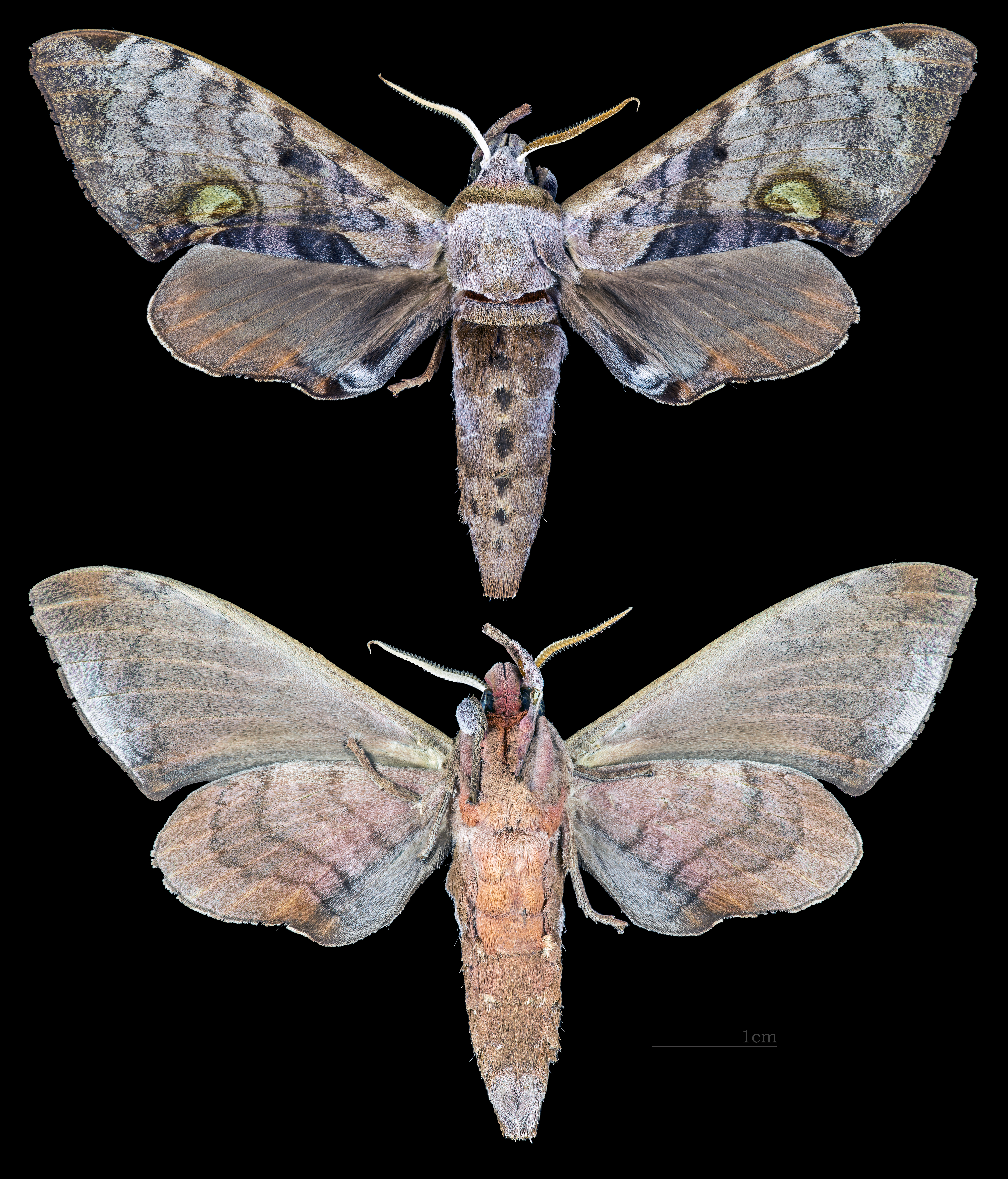
Daphnusa
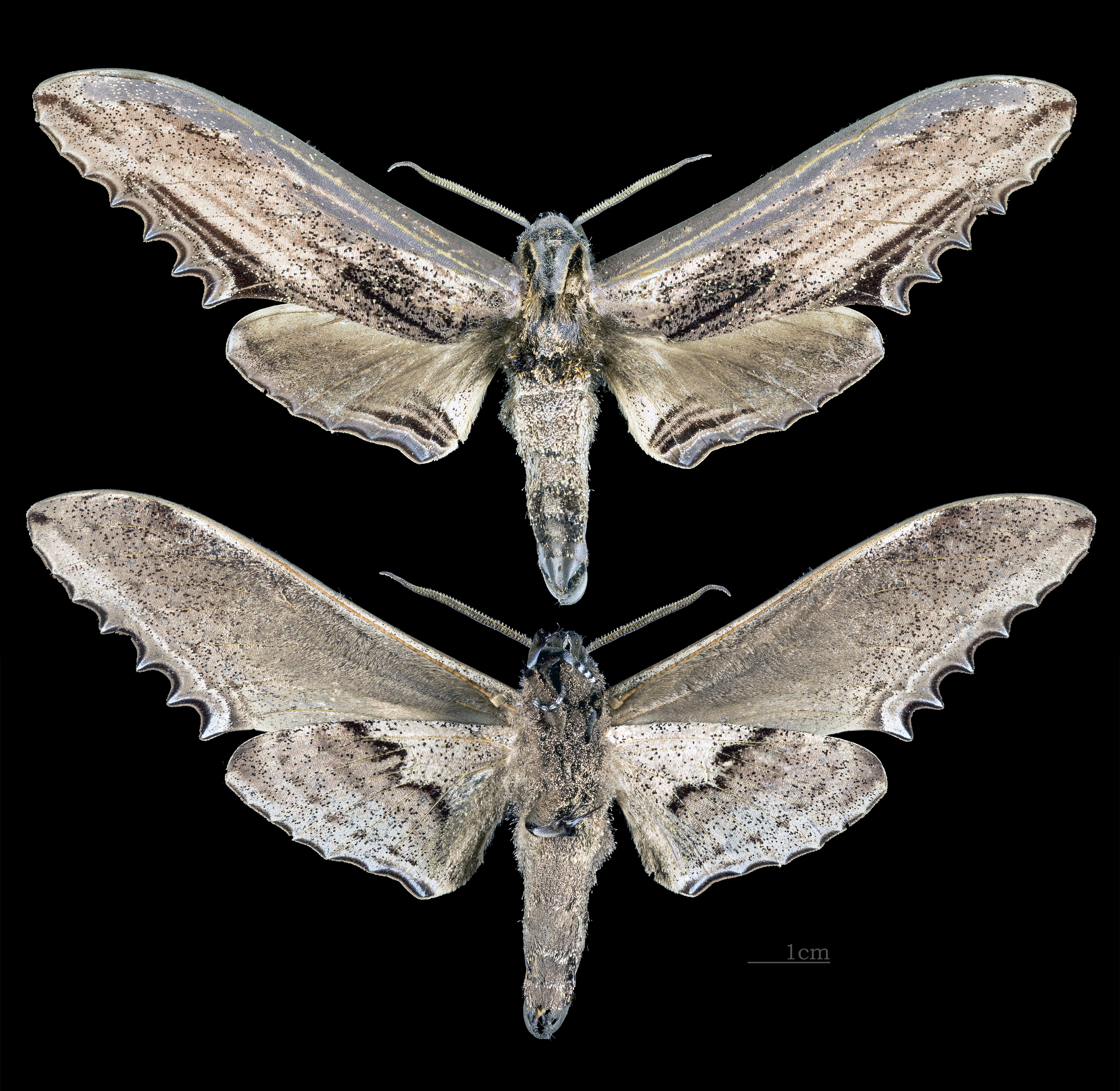
Langia
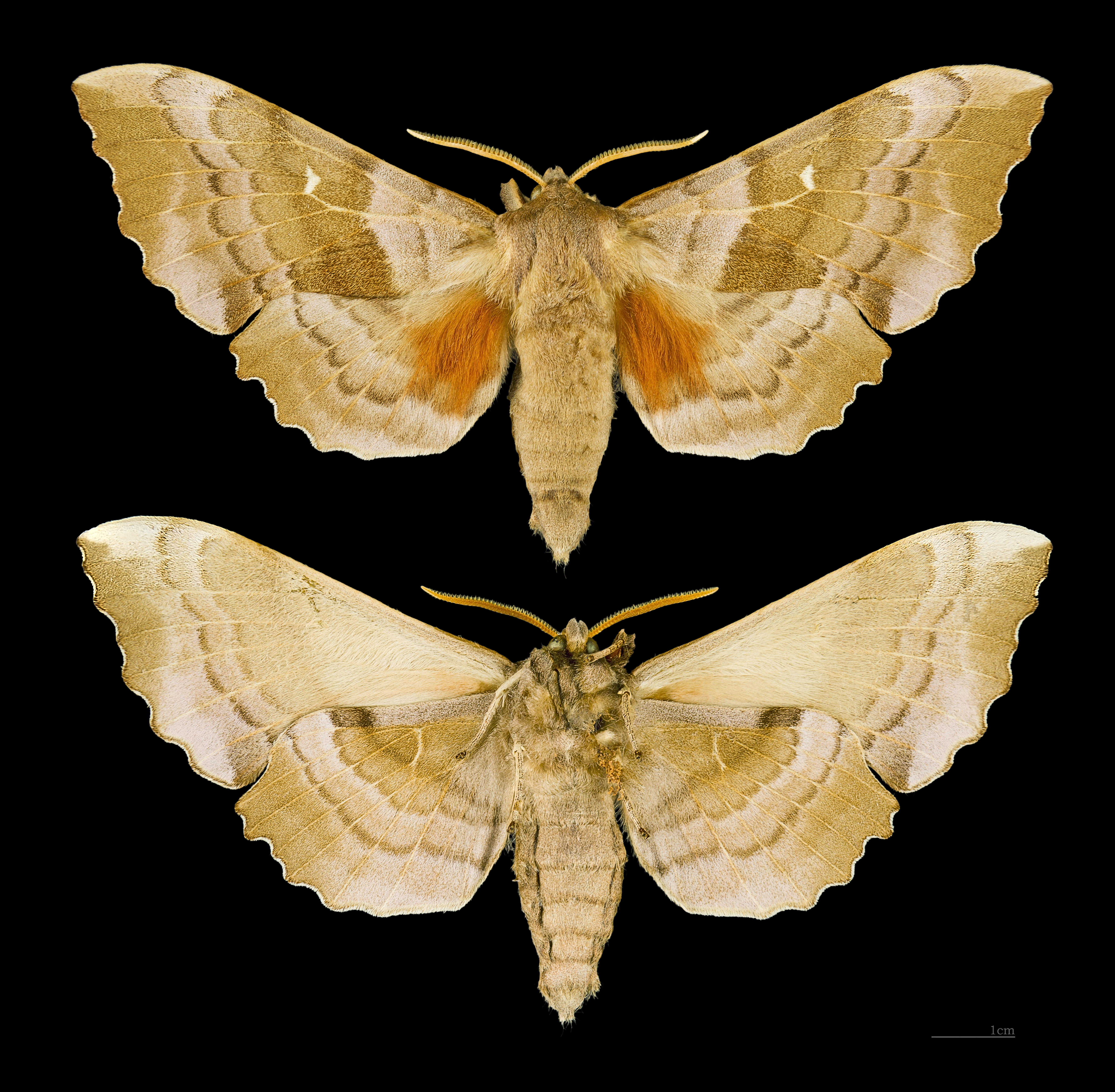
Laothoe
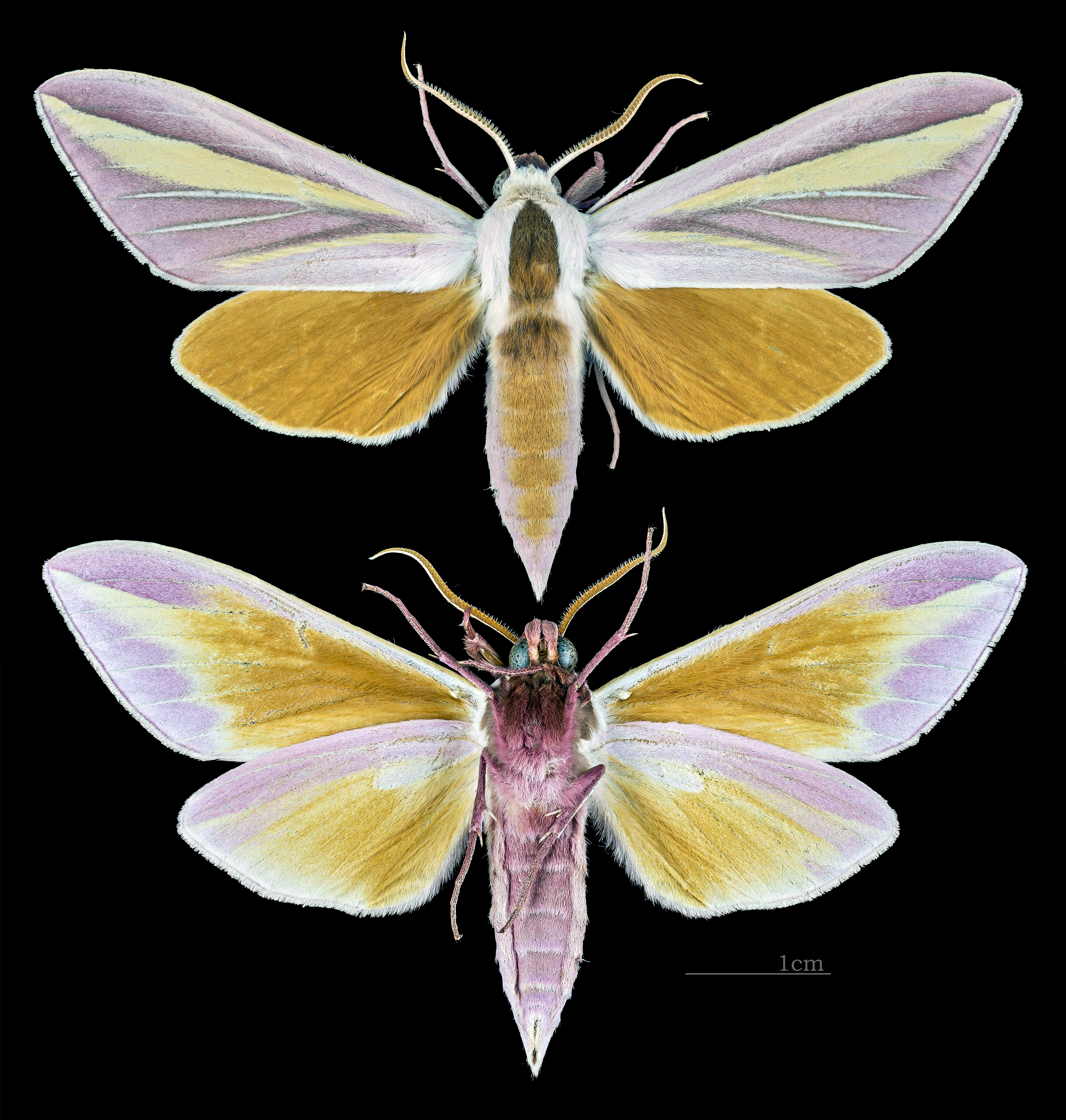
Leucophlebia
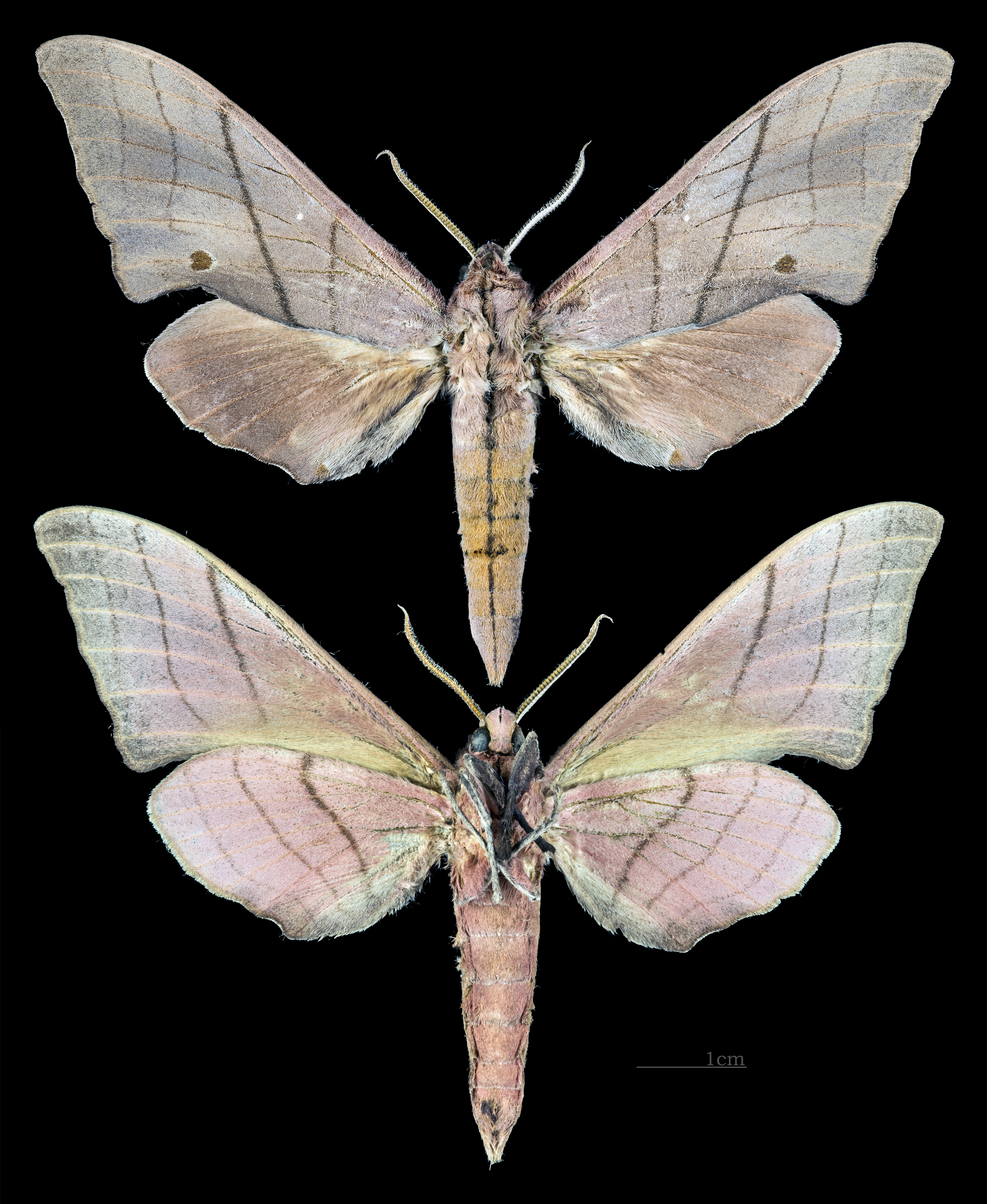
Marumba
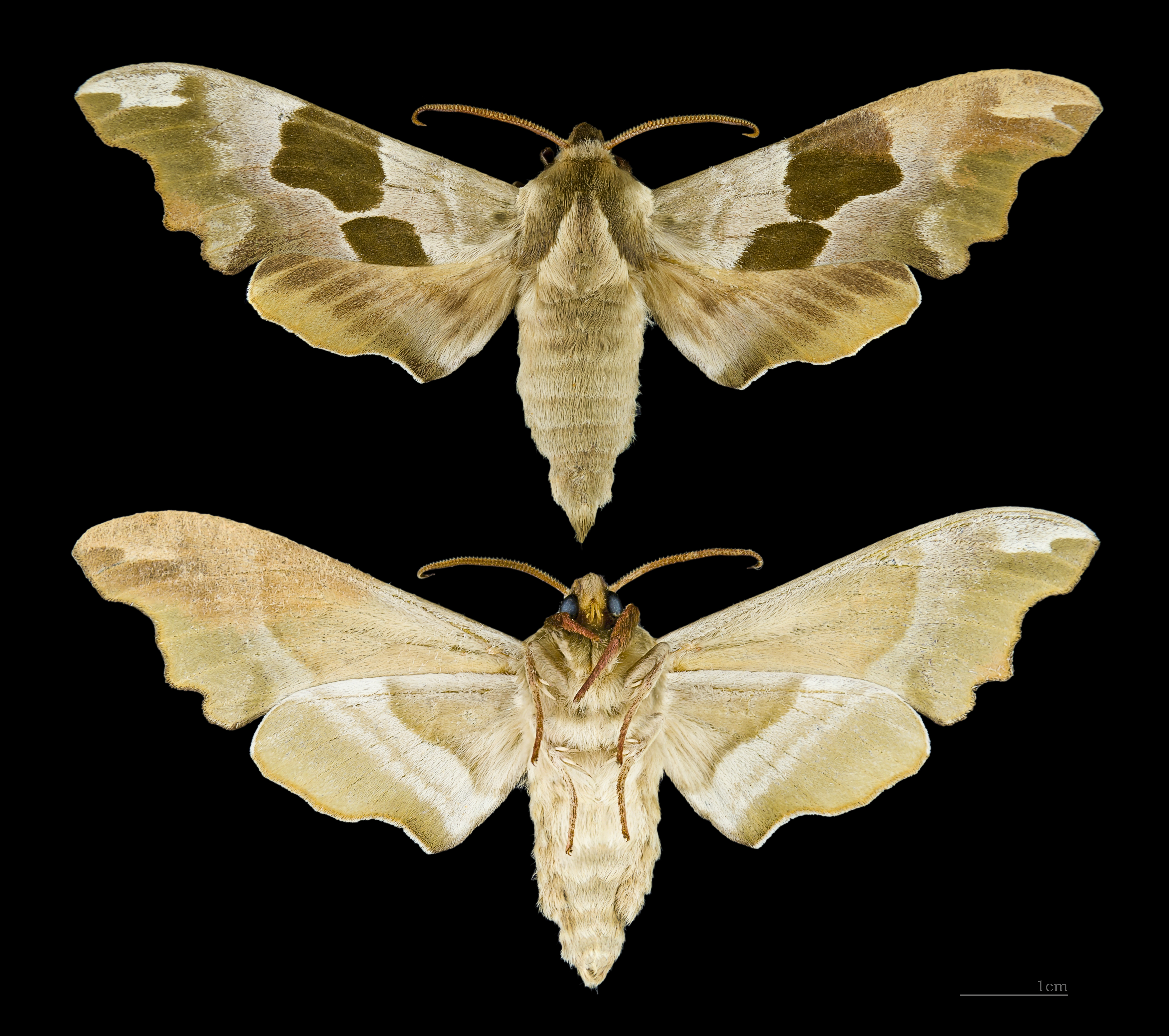
Mimas
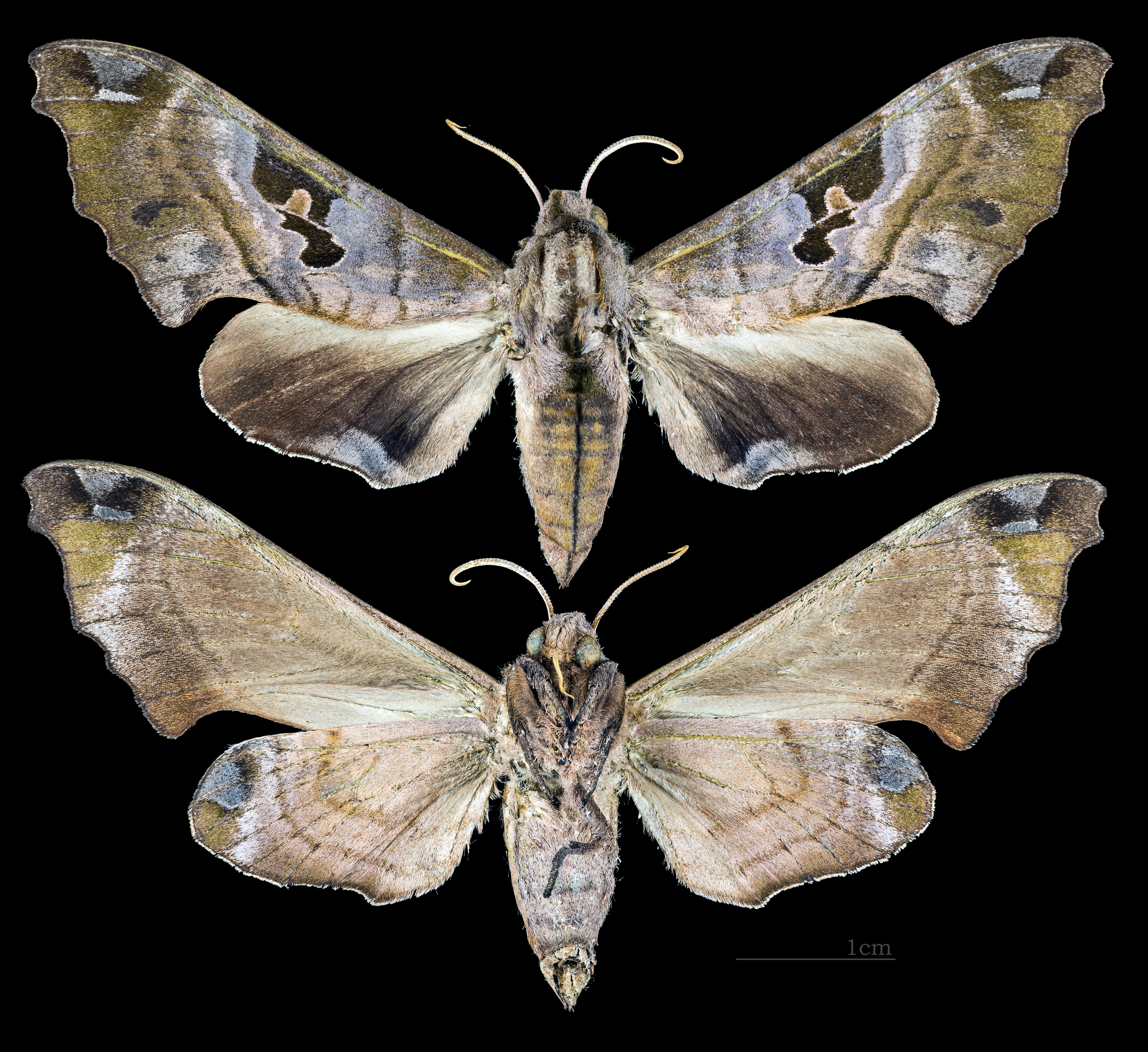
Morwennius
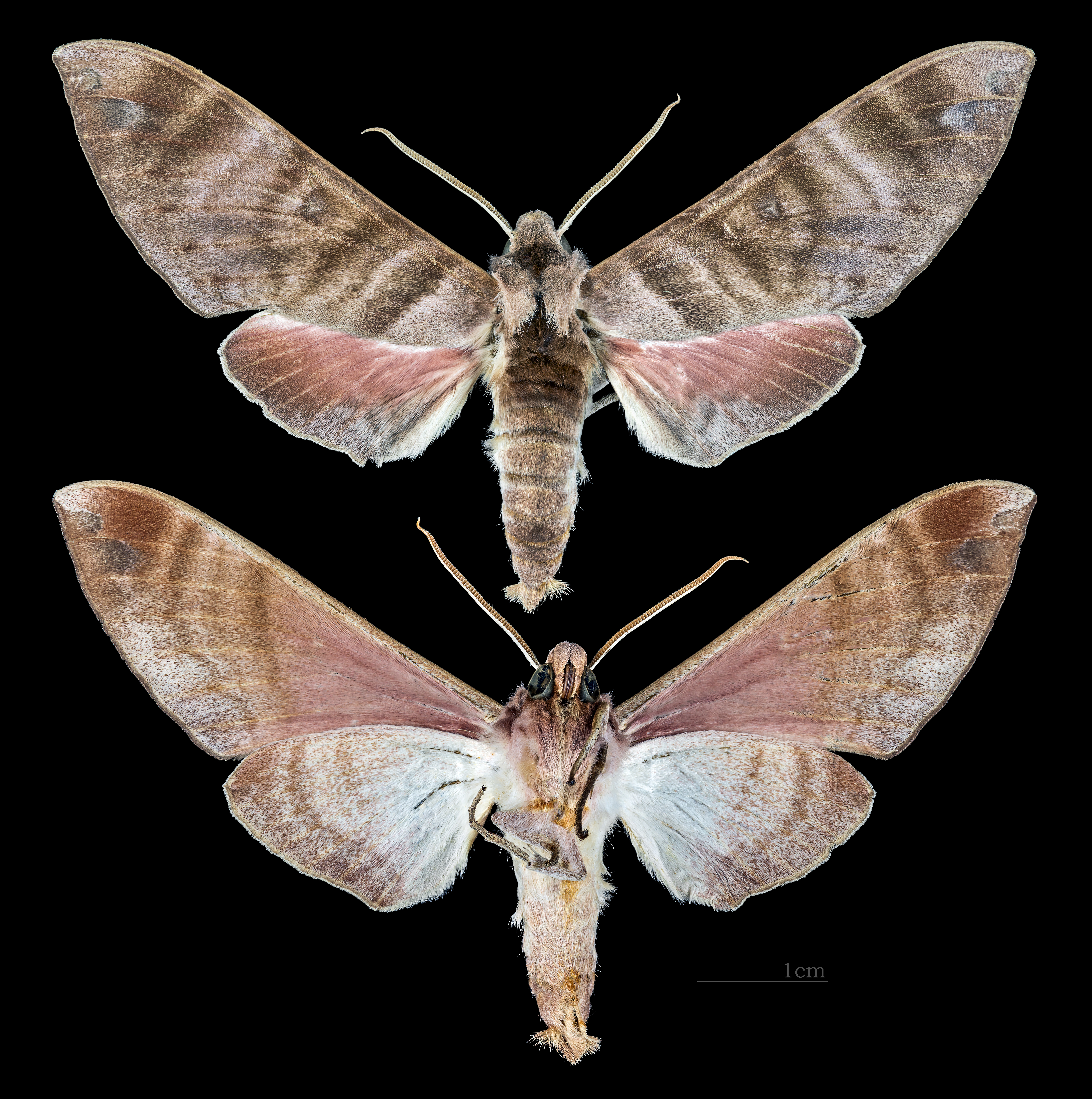
Opistoclanis
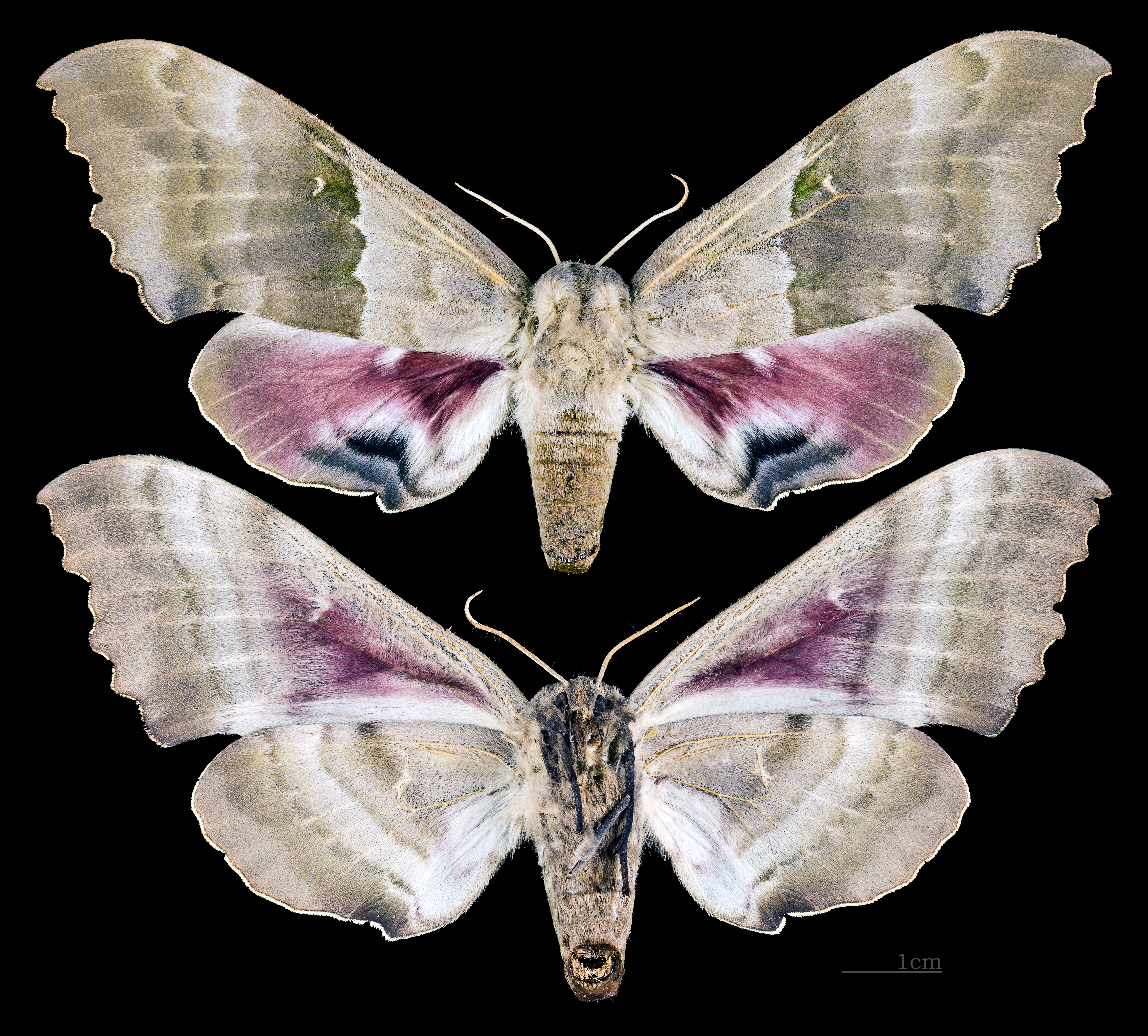
Pachysphinx
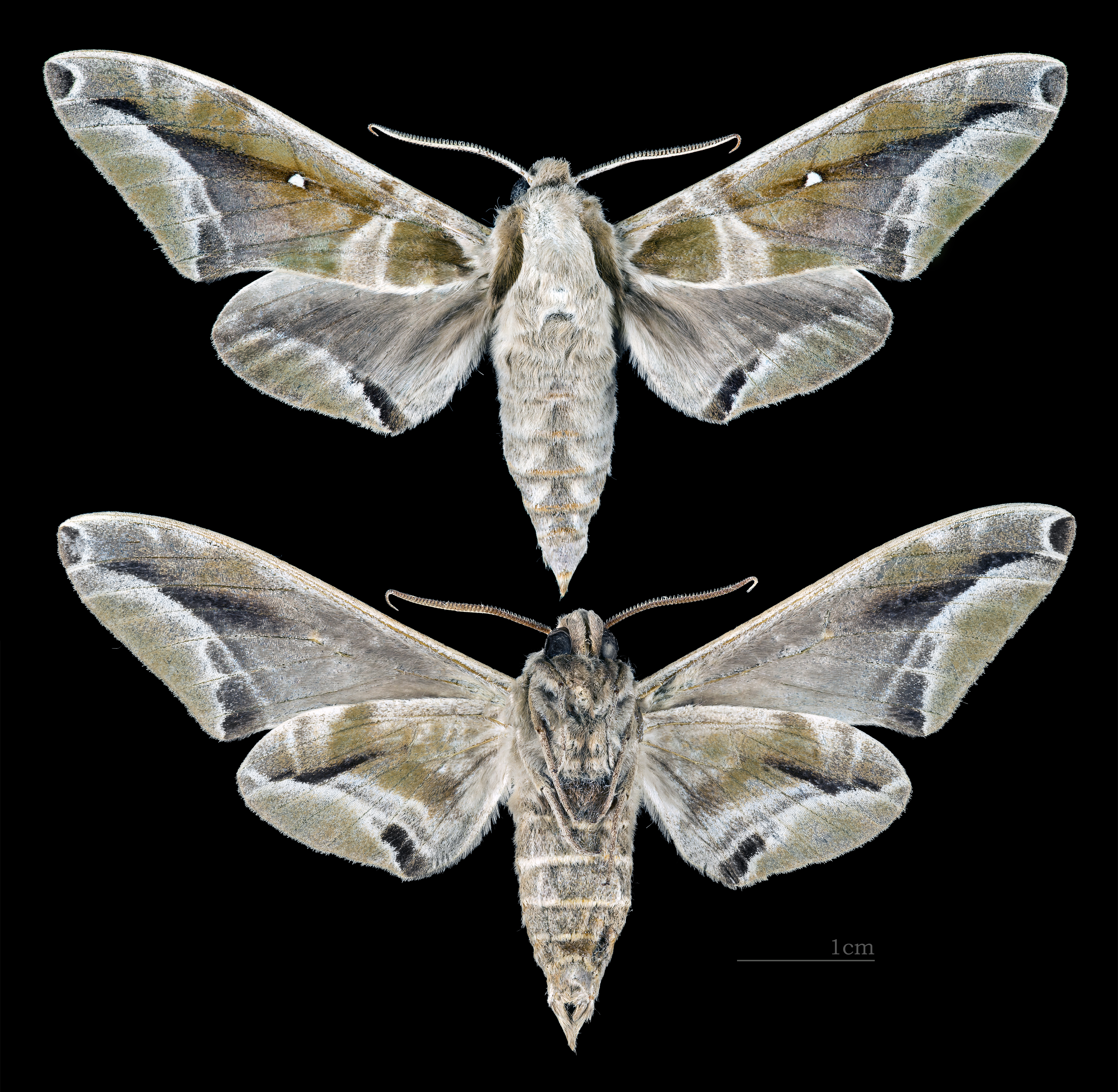
Parum
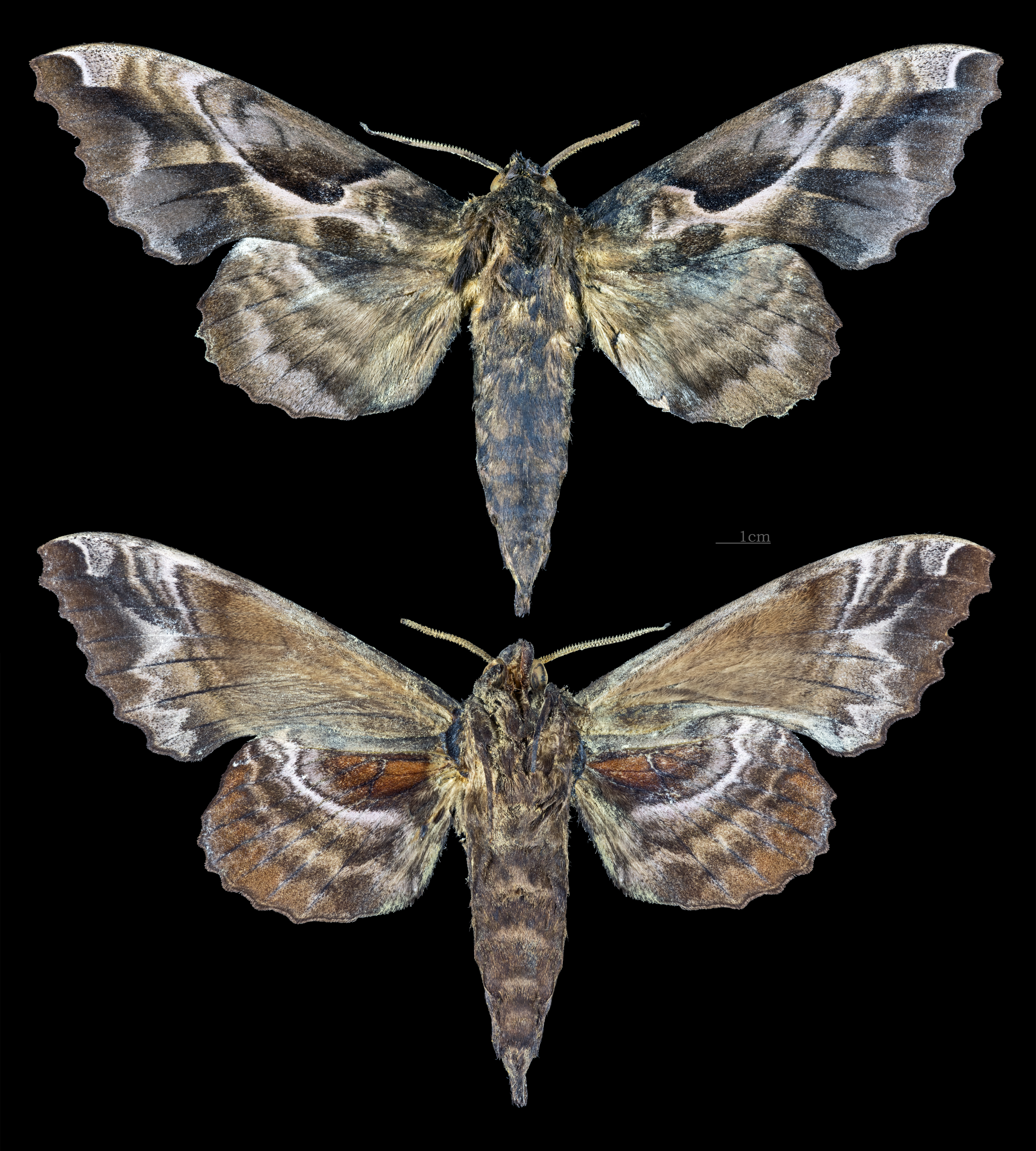
Phyllosphingia
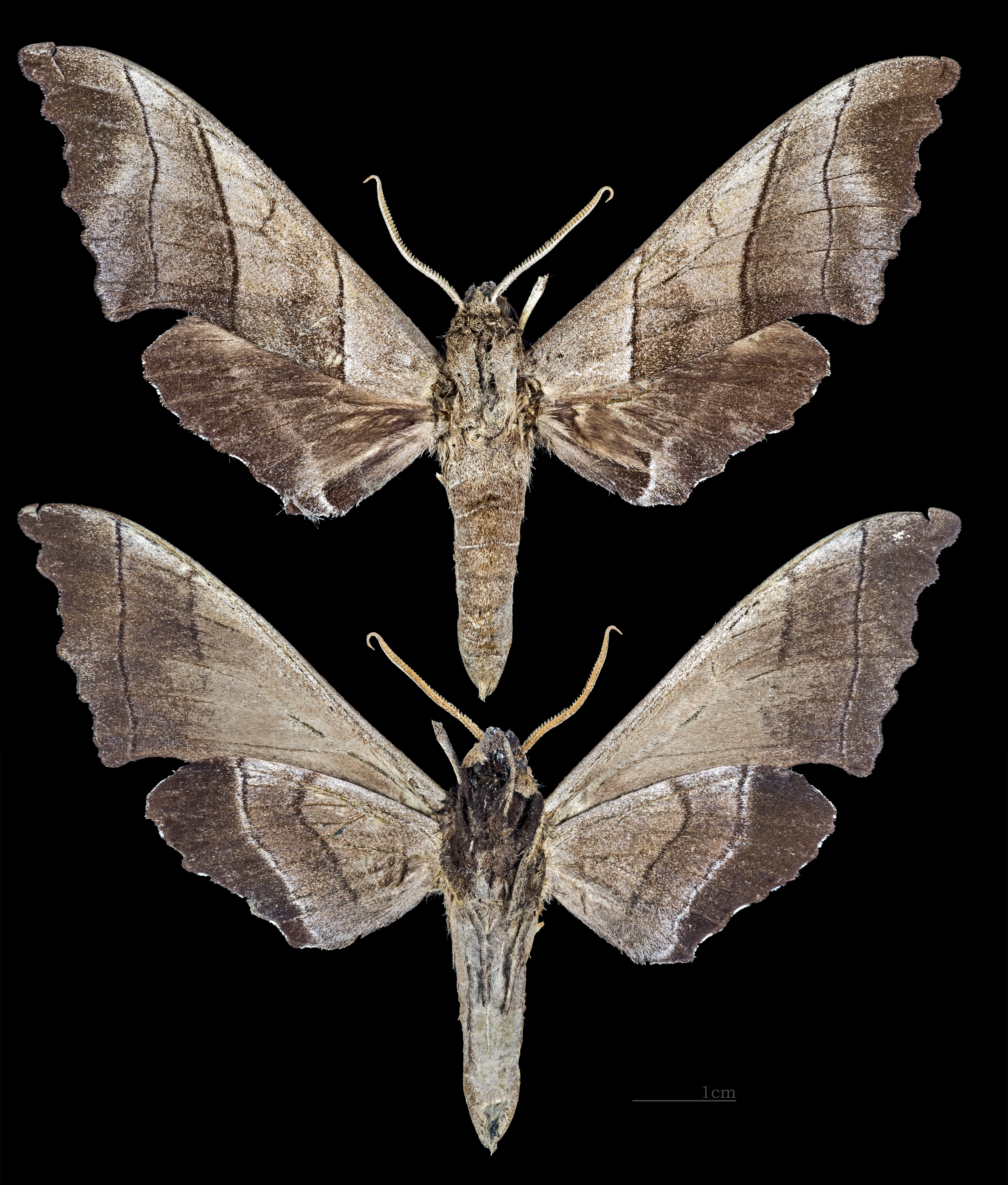
Polyptychus
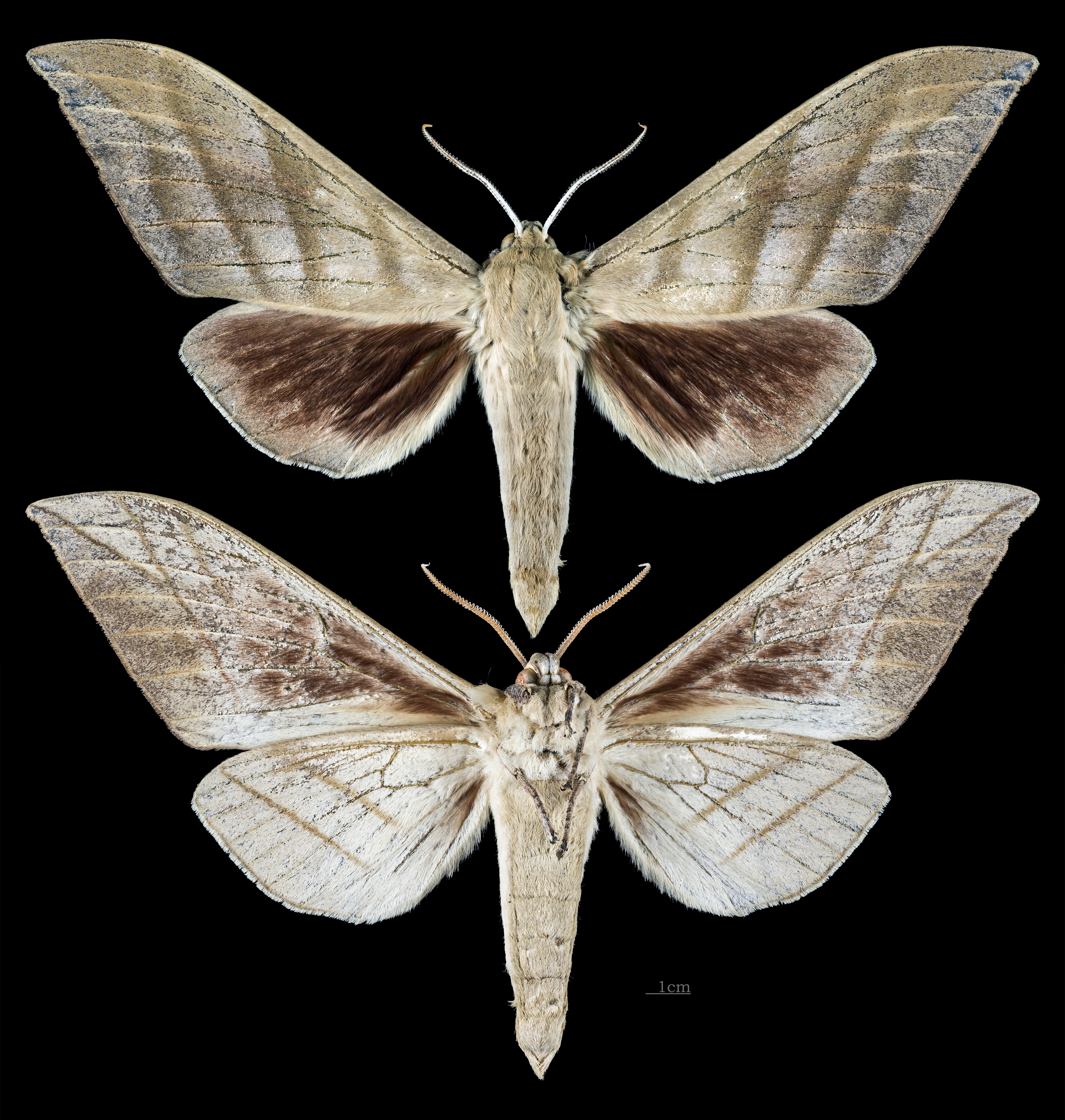
Rhodambulyx
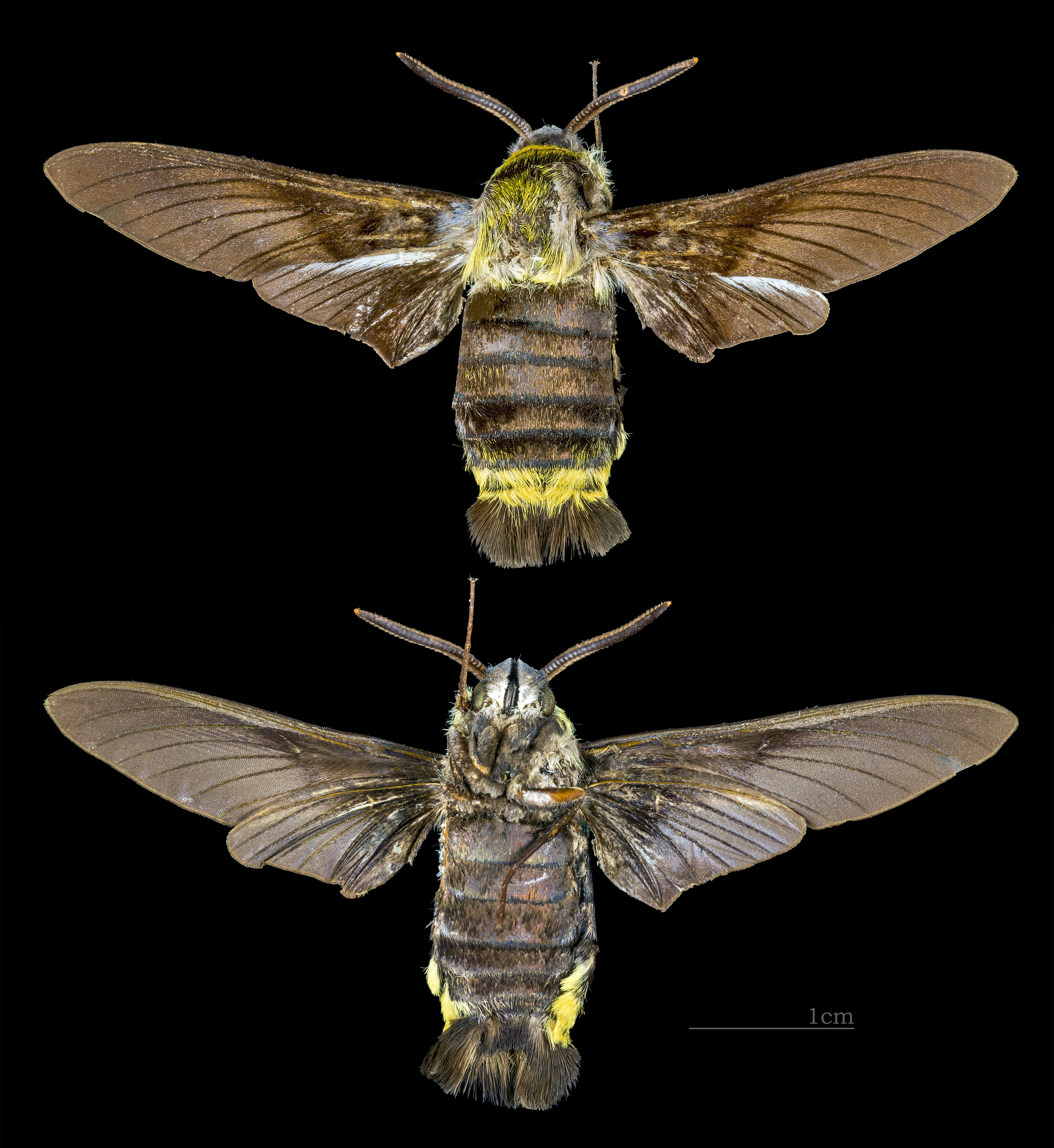
Sataspes
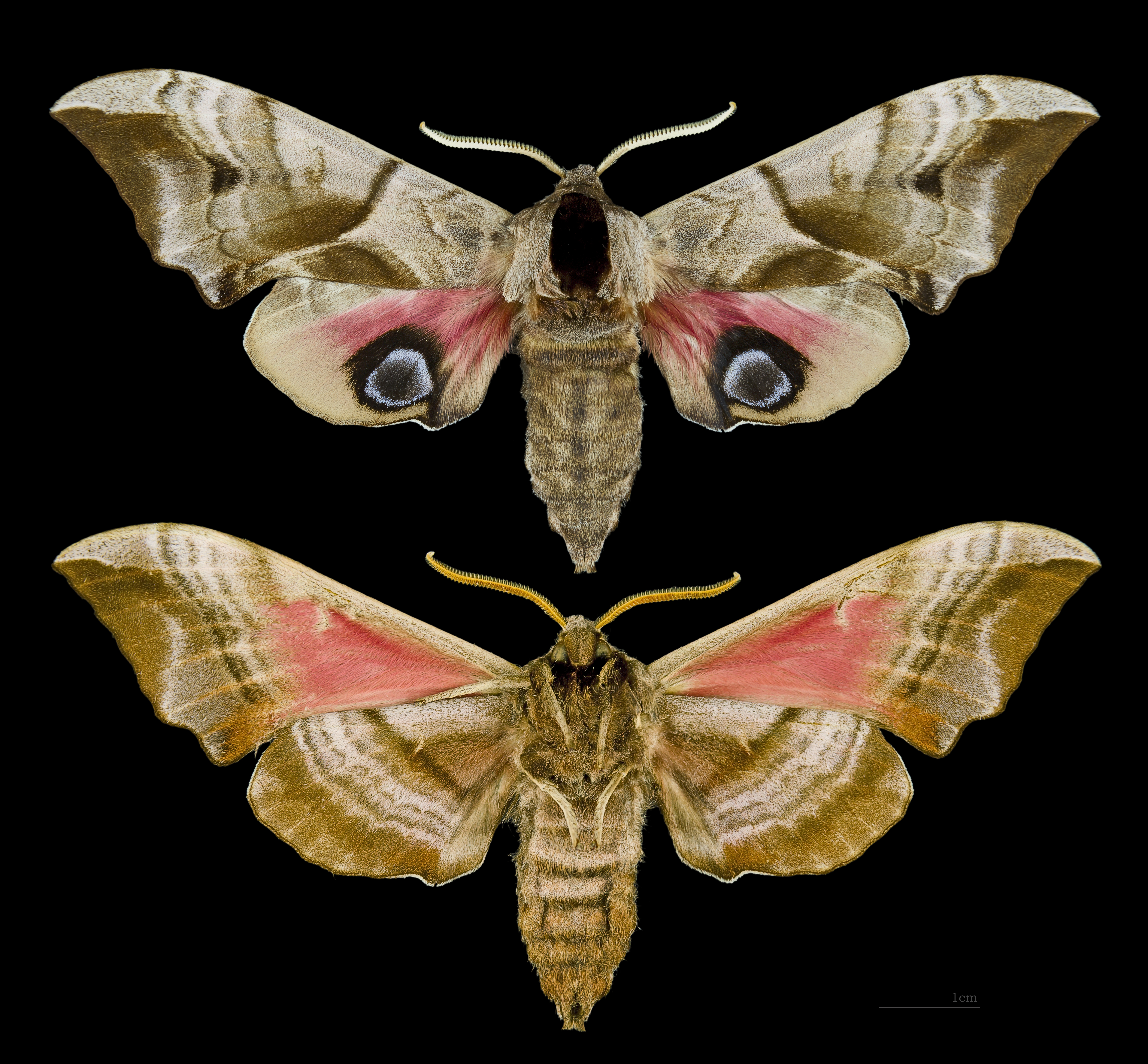
Smerinthus